# 26 septembre 1951
Le mercredi 26 septembre 1951 est le 269e jour de l'année 1951.

## Naissances
- Abdallah Kaâbi, homme politique tunisien
- Abdelmoumen Ould Kaddour, cadre dirigeant algérien
- Abu Bakarr Gaye (mort le 2 décembre 2010), homme politique gambien
- Angelo Amendolia (mort le 14 janvier 2012), arbitre de football italien
- Armand Tatossian (mort le 23 août 2012), peintre canadien
- Edmon Colomer, chef d'orchestre, musicologue
- Elfyn Llwyd, politicien britannique
- Henry Lawrence, joueur de football américain
- Hon Lik, pharmacien chinois inventeur de la cigarette électronique
- Jean Baron, sonneur de bombarde français
- Julian Lewis, politicien britannique
- Madjiguène Cissé (morte le 15 mai 2023), militante sénégalaise
- Michał Marusik (mort le 18 décembre 2020), politicien polonais
- Michael Ambühl, professeur d'université suisse
- Ronald DeFeo Jr (mort le 12 mars 2021), criminel américain
- Stephen Knight (mort le 25 juillet 1985), journaliste et essayiste britannique
- Tony Sales, musicien américain

## Décès
- Hugh Montagu Allan (né le 13 octobre 1860), banquier, armateur et sportif canadien
- Louis de Talleyrand-Montmorency (né le 22 mars 1867), aristocrate et militaire français
- Robert Goupil (né le 18 août 1921), militaire français